# John Ward, 1. hrabě Dudley
John William Ward, 1. hrabě Dudley (John William Ward, 1st Earl Dudley of Dudley Castle, 4th Viscount Dudley and Ward of Dudley, 1st Viscount Ednam, 9th Baron Ward) (9. srpna 1781 – 6. března 1833) byl britský státník a spisovatel ze staré šlechtické rodiny. Za stranu toryů byl dlouholetým členem Dolní sněmovny, kde vynikl jako řečník. V letech 1827–1828 byl krátce britským ministrem zahraničí, v roce 1827 byl povýšen na hraběte.

## Životopis
Pocházel ze starobylé šlechtické rodiny připomínané od 16. století, byl jediným synem Williama Warda, 4. vikomta Dudleye (1750–1823). Studoval v Edinburghu a Oxfordu, v letech 1802–1823 byl poslancem Dolní sněmovny za stranu toryů, po skončení napoleonských válek ale převážně cestoval po Evropě. Po otci zdědil v roce 1823 titul vikomta a vstoupil do Sněmovny lordů. Od dubna 1827 do června 1828 byl ministrem zahraničí. I když předtím proslul jako vzdělaný řečník a spisovatel, v úřadu ministra zahraničí nebyl příliš výrazný a zůstal pod vlivem premiérů Canninga, Godericha a Wellingtona, kteří také měli bohaté zkušenosti se zahraniční politikou. Od roku 1827 byl též členem Tajné rady a získal titul hraběte, dále byl členem Královské společnosti. V posmrtně vydané korespondenci je doložen jeho zájem o zřízení univerzity v Londýně, která ale byla založena až v roce 1907. Jeho výstřední se chování se později ukázalo jako počátek duševní choroby, jejímž následkem poté předčasně zemřel. Neměl potomstvo a titul hraběte byl později obnoven pro jeho vzdáleného bratrance Williama Warda (1817–1885). V další generaci z rodu vynikl William Humble Ward, 2. hrabě Dudley (1867–1932), místokrál v Irsku a generální guvernér v Austrálii.
Po otci zdědil rozsáhlé pozemky v hrabstvích Worcestershire a Staffordshire s bohatými ložisky uhlí. V souvislosti s důlním podnikáním podporoval rozvoj železnic a z výnosů těžby pobíral ročně desítky tisíc liber. Kromě toho po předcích vlastnil pozemky na Jamajce a byl majitelem otroků. Na půdě parlamentu sice kritizoval otroctví, ale neusiloval o jeho úplné zrušení. Po zrušení otroctví (1833) mu měla být vyplacena finanční náhrada, které už se ale nedožil. Svým dědicům zanechal majetek v hodnotě 350 000 liber.